# پارامتر (آمار)

پراکندگی جمعیت جهان

پارامتر یا پارامتر آماری (به انگلیسی: Statistical parameter) در آمار به عددی گویند که یک توزیع جامعه را خلاصه‌سازی یا توصیف می‌کند. پارامتر آماری برخلاف پارامتری که در ریاضیات استفاده می‌شود، هر کمیتی از جامعه آماری است که جنبه‌ای از جامعه را همچون میانگین یا انحراف معیار توصیف می‌کند. اگر یک جامعه دقیقاً از یک توزیع شناخته‌شده و تعریف‌شده، برای نمونه از توزیع نرمال، پیروی کند، می‌توان مجموعه کوچکی از پارامترها را اندازه‌گیری نمود که به‌طور کامل جامعه را توصیف می‌کنند و با آن‌ها توزیع احتمال را به جهت استخراج نمونه‌ها از جامعه، محاسبه کرد.
پارامتر نسبت به جامعه همچون آماره است نسبت به نمونه. این به این معناست که یک پارامتر مقدار واقعی محاسبه‌شده از جامعه کامل را توصیف می‌کند، در حالی که آماره اندازه‌گیری تخمینی پارامتر بر اساس یک نمونه فرعی است؛ بنابراین «پارامتر آماری» را می‌توان به‌طور دقیق‌تر پارامتر جامعه خواند.

## انواع
نام پارامترها متناسب با نقش آن‌ها، شامل موارد زیر است:
- پارامتر مکان
- پارامتر پراکندگی یا پارامتر مقیاس
- پارامتر شکل

## نمونه‌ها
در طول یک انتخابات، ممکن است درصدهای خاصی از رای‌دهندگان در یک کشور وجود داشته باشند که به نامزد خاصی رای دهند؛ این درصدها پارامترهای آماری هستند. این غیرعملی است که از هر رأی‌دهنده‌ای پیش از برگزاری انتخابات بپرسیم که نامزد مورد نظر او کیست، بنابراین نمونه‌ای از رأی‌دهندگان مورد نظرسنجی قرار می‌گیرند و یک آماره (که برآوردگر نیز نامیده می‌شود) - یعنی درصد نمونه فرعی رأی‌دهندگان مورد نظرسنجی - در عوض محاسبه می‌شود. سپس این آماره همراه با تخمین دقت آن (که به عنوان خطای نمونه‌گیری شناخته می‌شود)، برای استنتاج پارامترهای آماری واقعی (درصد همه رأی‌دهندگان) استفاده می‌شود.
به‌طور مشابه، در برخی از شکل‌های آزمایش محصولات تولیدی، به جای آزمایش همه محصولات، تنها نمونه‌ای از محصولات مورد آزمایش قرار می‌گیرند.